# Paolo Parente
Paolo Parente (né le 5 mars 1965) est un dessinateur italien spécialisé dans la fantasy et l'illustration de jeux (il a notamment travaillé pour Magic : L'Assemblée). Depuis 2007, il se consacre à développer son univers de fiction Dust.

## Récompenses et distinctions
- 1998 : Prix Micheluzzi du meilleur dessinateur de couverture italien